# Brahmaparush
Il brahmaparush è un vampiro indiano che si ciberebbe del sangue delle vittime attraverso il loro teschio. Sempre secondo il mito, il mostro estrarrebbe il cervello per cibarsene e poi utilizzerebbe l'intestino dello stesso avvolgendoselo intorno per compiere una danza rituale.
Essendo immortale l'unica soluzione è quella di fuggire a nascondersi.